# 陳順宗
陳順宗（越南语：／，1378年—1399年）是越南陳朝的第十二代皇帝，1388年至1398年在位。名陳顒（越南语：／），《明史》作陳日焜。
陳顒是陳藝宗的兒子，1388年陳廢帝被廢黜後，陳顒繼承了皇位，是為陳順宗。雖然陳順宗做了十年的皇帝，但在此期間陳朝的政權掌握在太上皇陳藝宗和權臣黎季犛的手中，順宗僅僅只是名義上的皇帝而已。黎季犛脅迫順宗將都城從昇龍遷到了清化，以便更好地掌控政權。
1398年，黎季犛脅迫順宗禪位給太子陳並出家，隨後將其幽禁。次年順宗即被黎季犛殺害。在順宗遇害的第二年，黎季犛就篡奪了陳朝皇位，建立胡朝。

## 背景
陳顒於1378年出生於昇龍。他是陳藝宗的小兒子，為淑德皇后所生。初封昭定王（越南语：／）。1387年12月，陳廢帝因圖謀除掉黎季犛而被廢黜，太上皇陳藝宗指定自己的小兒子陳顒繼位。

## 繼位為王
雖然陳順宗是名義上的大越皇帝，但實權掌握在太上皇和黎季犛的手裡。1389年1月，順宗立黎季犛的長女聖偶為皇后。
在1389年10月，順宗即位不到一年，占城國王制蓬峨就率軍北伐。黎季犛率越軍抵禦，在清化遭占軍重創，黎季犛棄軍逃歸。太上皇陳藝宗命大將陳渴真接替了黎季犛，以抵禦占軍的強大攻勢。最終，陳渴真於1390年1月取得了決定性勝利，殺死了制蓬峨。
而此時，因為長期的饑荒和占城的入侵，陳朝國內的農民起義此起彼伏。1389年12月，僧人范書溫發動叛亂，襲擊首都昇龍。太上皇陳藝宗攜陳順宗等人出奔北江避難。左聖翊將軍黃奉世當時正與占城羅皚交戰，奉命回軍鎮壓叛亂，殺死了范書溫。
順宗在位期間，權臣黎季犛幾乎剷除了所有忠於陳朝皇室的人物。抗擊占城的名將阮多方，於1389年被勒令自殺。莊定王陳𩖃於1391年被黎季犛下令處死。宗室陳日章則以謀反罪，於1392年在太上皇的授意下被殺。
1394年，太上皇陳藝宗逝世，享年73歲。此後，陳朝的大權完全落入了黎季犛手中。黎季犛開始了他的變革，整頓官場，改革科舉制度。他同時開始建造新都清化。1397年1月，黎季犛脅迫陳順宗將都城遷往清化。
1398年，黎季犛脅迫陳順宗禪位給3歲的皇太子陳。順宗被迫成為道士，接受了太上皇的稱號，稱太上元君皇帝（越南语：／）。
陳順宗被迫進入道觀，被黎季犛幽禁在一座塔里。1399年，黎季犛寫詩逼迫陳順宗自殺，但順宗不從。黎季犛遂遣將軍范可永秘密將其殺害。忠於陳朝的太保陳沆、上將軍陳渴真起兵討伐黎季犛，皆被季犛殺死。